# Puerta Oscura

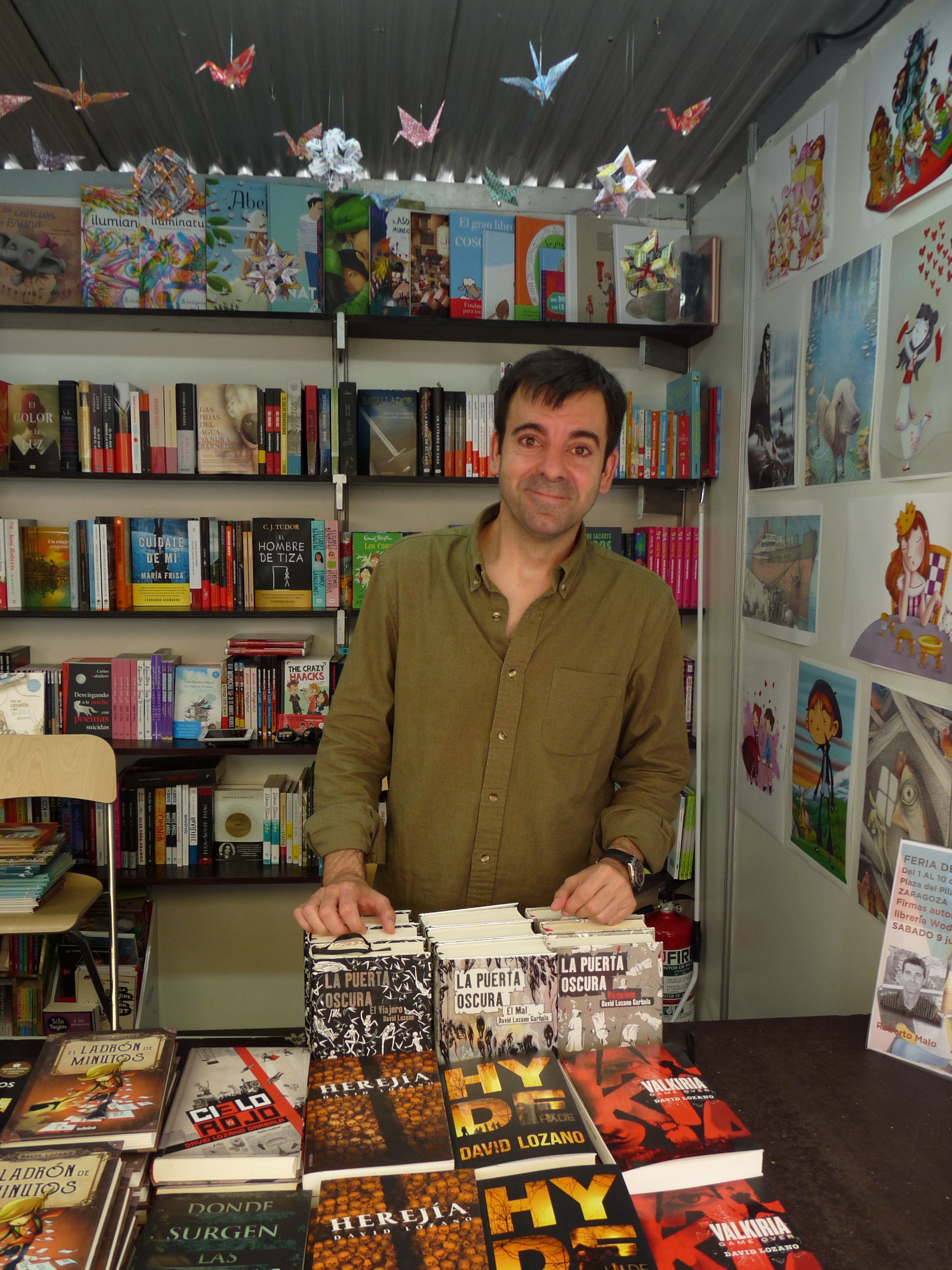
David Lozano Garbala mit der Trilogie Puerta Oscura und anderen Werken, 2018

Puerta Oscura (spanisch: La Puerta Oscura, „Die Dunkle Pforte“) ist eine Buchtrilogie des spanischen Autors David Lozano Garbala. Sie vereint Urban-Fantasy, Horrorgeschichte und Kriminalroman. Die Bücher erschienen von 2008 bis 2009 bei Grupo SM in Spanien, von 2010 bis 2012 in deutscher Übersetzung beim Loewe-Verlag.

## Übersicht
1. Puerta Oscura – Totenreise. Loewe, Bindlach 2010, ISBN 978-3-7855-6863-7 (spanisch: La Puerta Oscura – El Viajero. Übersetzt von Susanna Mende).
2. Puerta Oscura – Totengelächter. Loewe, Bindlach 2011, ISBN 978-3-7855-6864-4 (spanisch: La Puerta Oscura – El Mal. Übersetzt von Kirstin Bleiel und Catalina Rojas Hauser).
3. Puerta Oscura – Totengesang. Loewe, Bindlach 2012, ISBN 978-3-7855-6866-8 (spanisch: La Puerta Oscura – Réquiem. Übersetzt von Kirstin Bleiel und Catalina Rojas Hauser).

## Vorgeschichte
Als vor 900 Jahren der venezianische Edelmann Fabrizio della Bellanza seine Frau Adriana Balici an den Tod verlor, war er verzweifelt. Adriana bat im Totenreich um eine Möglichkeit für ihren Mann, zu ihr zu gelangen, was schließlich gewährt wurde. Als Verbindung zwischen der Welt der Toten und der Welt der Lebenden wurde eine kostbare Truhe des Edelmanns, ein Geschenk des Dogens, ausgewählt; sie wurde daraufhin die Dunkle Pforte genannt.
Die Pforte öffnet sich alle 100 Jahre um Mitternacht am 1. November (Allerheiligen) und lässt einen Sterblichen ins Totenreich. Doch als Ausgleich dazu kann ein totes Wesen in die Welt der Lebenden gelangen (ein bekannter Fall der Vergangenheit war Jack the Ripper). Die Person, die ins Totenreich gelangt, wird Wanderer genannt und darf nach der ersten Wanderung öfter die Pforte benutzen; ein Aufenthalt im Totenreich darf jedoch nicht länger als sieben Tage dauern. Bis 2008, den Geschehnissen von Band 1, haben fünf Menschen die Schwelle zum Totenreich überschritten.
Als „Werkzeug des Guten“ gibt es den Wächterorden. Alle Mitglieder des Ordens (in jeder Generation nur einer) werden dazu ausgebildet, die Dunkle Pforte zu beschützen. Zum Zeitpunkt der Buchserie ist der Gerichtsmediziner Marcel Laville der Wächter der Pforte.

## Band 1: Totenreise

### Allgemein
Das Buch erschien 2008 in Spanien als El Viajero („Der Wanderer“) mit einer Startauflage von 65.000 Exemplaren. Es wurde von Susanna Mende ins Deutsche übersetzt und erschien 2010 im Loewe-Verlag.
Die deutsche Ausgabe umfasst 608 Seiten, eingeteilt in 55 Kapitel. Die Widmung lautet: 

„Für meine Brüder: Carlos, Jorge und Fernando, Wanderer im Abenteuer des Lebens“

Als Einleitung findet man ein Zitat aus Edgar Allan Poes Das Spukschloss. Vor dem ersten Kapitel ist eine Buchstelle aus dem Mittelteil eingefügt.

### Handlung
Die fünfzehnjährigen Jungen Pascal Rivas und Dominique Herault besuchen in Paris die Wahrsagerin Daphne. Pascal möchte wissen, ob das Mädchen Michelle Tauzin eine Beziehung mit ihm eingehen will, aber Daphne kann nur eine unbestimmte dunkle Bedrohung erkennen. Zu Halloween gehen Pascal, Dominique und Michelle auf eine Gothic-Party im Haus von Jules Marceaux. Auf der Suche nach einer Verkleidung steigt Pascal in eine alte Truhe; als er wieder hinauswill, findet er sich in einer ihm völlig unbekannten Gegend wieder.
Pascal sieht sich genauer um und gelangt schließlich auf eine Nachbildung des Friedhofs von Montparnasse. Dort begegnet er dem Toten Capitaine Armand Runné, der ihm erklärt, dass er sich im „Zwischenreich“ befindet, wo Tote darauf warten, weiterzukommen. Pascal trifft weitere Friedhofsbewohner und erfährt die Geschichte der Dunklen Pforte. Unbeschadet kommt er anschließend wieder zurück ins Paris der Lebenden.
Im Marie-Curie-Gymnasium wird der Lehrer Henri Delaveau ermordet und die Polizei steht vor einem Rätsel, da dem Opfer das gesamte Blut abgesaugt wurde. Während die Kommissarin Marguerite Betancourt nach einer gewöhnlichen Lösung sucht, vermutet der Gerichtsmediziner Marcel Laville eine übernatürliche Bedrohung: Der einzige Fingerabdruck stammt vom Mörder und Vergewaltiger Luc Gautier, der aber bereits vor fünfzig Jahren verstorben ist.
Pascal weiht Dominique in das Geheimnis der Dunklen Pforte ein, nachdem die Wahrsagerin Daphne, die Erscheinungen hatte, ihn vor dem Bösen gewarnt hat. Es stellt sich heraus, dass Pascal beim Betreten des Zwischenreichs einen Vampir befreit hat, der nun in Paris sein Unwesen treibt. Auch Jules wird eingeweiht, als Daphne herausfindet, dass der Vampir Michelle entführt hat und sie durch ein dunkles Ritual in die Hölle schicken will: Dadurch soll der Wanderer ins Totenreich gelockt werden, wo er, wenn der Vampir die Dunkle Pforte zerstören würde, für immer gefangen wäre.
Die Polizei stößt auf die Leichen der Jugendlichen Melanie und Raoul, die nach Jules’ Party verschwunden waren und auf die gleiche Weise wie Delaveau starben. Kommissarin Betancourt und Marcel Laville suchen daraufhin ohne Erlaubnis in der Gruft der Gautiers nach Spuren: Das Grab von Luc Gautier ist leer und Marguerite wird von jemandem angegriffen, den Marcel als den Lehrer Delaveau identifiziert. Später findet Marguerite heraus, dass ein gewisser Albert Varney die Stelle Delaveaus übernommen hat, und hat nun diesen in Verdacht, der Mörder zu sein. Daphne findet heraus, dass der echte Varney wohl vom Vampir aus dem Weg geräumt wurde; Gautier schlüpfte selbst in die Rolle des Lehrers. Daraufhin versucht die Wahrsagerin, das Grab des Vampirs zu finden, um ihn unschädlich zu machen.
Pascal macht sich auf den Weg, um Michelle zu befreien. Dabei wird er von der umherirrenden Seele Beatrice begleitet und von anderen Bewohnern des Zwischenreichs unterstützt. Die beiden müssen auf dem Weg in das Reich des Bösen den Kronosfelsen überwinden, indem sie Zeitreisen in zwei dunkle Abschnitte der Geschichte machen, die Zeit der Pest und der Heiligen Inquisition. Sie überwinden die Gefahren des Bösen und erreichen Michelle, die mit einem anderen Gefangenen, dem kleinen Jungen Marc, von Skeletten in die Hölle gebracht werden soll. Die Befreiung gelingt und die vier treten den Rückweg an.
Luc Gautier hat den Standort der Dunklen Pforte ausgemacht. Ihm gelingt es mit einer List, ins Haus zu kommen. Daphne, Jules und Dominique verteidigen sich nach Kräften, drohen aber dennoch zu unterliegen. Aufgrund zweier Morde in Jules’ Nachbarschaft werden Marguerite und Marcel auf den Plan gerufen. Der Gerichtsmediziner begibt sich allein zu Jules, wo er sich als geheimer „Wächter der Pforte“ zu erkennen gibt und den Kampf gegen den Vampir aufnimmt. Beinahe besiegt Gautier auch Marcel, doch in letzter Sekunde erreicht Marguerite den Schauplatz und erschießt den Vampir, der in seiner Form als Albert Varney auftritt, mit ihrer Pistole, in die sie trotz aller Vorbehalte gegen Marcels Theorien Silberkugeln gegeben hat. Die Polizei betrachtet den Fall für abgeschlossen und Varney als den Schuldigen. Die Dunkle Pforte ist außer Gefahr; Marcel, der Wächter, hat seine Identität weiterhin vor der Kommissarin geheim gehalten und erholt sich wieder vom Kampf, ebenso Dominique und Daphne. Nur Jules hat eine Wunde vom Kampf mit Gautier zurückbehalten.
Pascal, Michelle, Beatrice und Marc gelangen wohlbehalten zurück ins Zwischenreich. Dort verschwindet Marc plötzlich und Beatrice findet heraus, dass der vermeintliche kleine Junge in Wirklichkeit ein Verdammter war, den sie nun befreit haben und der auf Böses sinnt …

## Band 2: Totengelächter

### Allgemein
Das Buch erschien 2009 in Spanien als El Mal („Das Böse“). Es wurde von Kristin Bleiel und Catalina Rojas Hauser ins Deutsche übersetzt und erschien 2011 im Loewe-Verlag.
Die deutsche Ausgabe umfasst 592 Seiten, eingeteilt in 58 Kapitel. Die Widmung lautet: 

„Für meine geliebte Nichte Ana Lozano, mit dem Wunsch, dass sie sich, während sie auf die unheimliche Begegnung mit der Dunklen Pforte wartet, von dem Zauber gefangen nehmen lässt, der sich in diesen Buchseiten versteckt.“

Als Einleitung findet man Zitate aus Luis Duráns El Martín Pescador und aus José Emilio Pachecos Novela de terror. Vor dem ersten Kapitel ist eine im Präsens geschriebene Einleitung eingefügt.

### Handlung
Die Dunkle Pforte wird vom Wächter Marcel Laville in das geheime Hauptquartier des Wächterordens im Palais Le Marais gebracht. Doch im Februar wird Pascal in seinem Zimmer plötzlich von einem unbekannten Wesen angegriffen und kommt nur knapp mit dem Leben davon. Nach weiteren Vorfällen, wird die Gemeinschaft der Dunkle Pforte wieder aktiv. Sie besteht nun aus Daphne, Marcel, Pascal, Michelle, Dominique, Jules, Mathieu (Mitschüler von Pascal und Dominique) und Edouard (Lehrling von Daphne).
Der Dämon Marc tötet kurz nacheinander zwei Köpfe des Europäischen Dreiecks, die Londoner Wahrsagerin Agatha La Serena und den Madrider Wahrsager Fernando Guillén. Dann setzt er sich mit dem Pariser Magier André Verger in Verbindung, den er zu seinem Diener macht. Verger setzt daraufhin seine Leute auf die Dunkle Pforte und den Wanderer an.
Pascal hilft im Auftrag der Toten, den Mörder Goubert zu verhaften und den Betrüger Daniel Lebowitz zu entlarven, der seinem Vater einen Mord in die Schuhe geschoben hat und nach der Konfrontation mit dem Wanderer Selbstmord begeht. Bei einer kurzen Reise ins Totenreich sucht er nach Spuren von Marc und begegnet Beatrice wieder.
Marc gelingt es nicht, auch den italienischen Seher Francesco Girardelli zu töten, da dieser von Daphne gewarnt wird. Doch Verger sucht Girardelli persönlich auf und schneidet ihm die Kehle durch. Als einer von Vergers Männern den Standort der Dunklen Pforte ausmacht, wird er von Marcel aus dem Weg geschafft. Ein weiterer wird von Pascal getötet.
Die Putzfrau Sophie Renard stirbt im Marie-Curie-Gymnasium und Kommissarin Marguerite Betancourt vermutet einen Mord, da das Schließfach von Pascal Rivas offensichtlich durchsucht wurde. Marcel bewegt die Kommissarin dazu, Pascal zu bewachen, worauf sie tatsächlich einen von Vergers Männern stellt, der aber Suizid begeht. Zusammen mit Marcel gerät sie in eine Schießerei mit zwei weiteren Männern, die dabei den Tod finden.
Pascal fühlt sich hin- und hergerissen zwischen Michelle und Beatrice. Zu seinem Erstaunen sucht ihn Beatrice in der Welt der Lebenden auf; sie erklärt ihm, durch ein besonderes Ritual wieder lebendig geworden zu sein. Der Wanderer sieht sich außerstande, eine Entscheidung zwischen den Mädchen zu fällen.
Kurz hintereinander ereignen sich in Paris zwei seltsame Morde: an Guillaume Cardinet, einem Obdachlosen, und an Bertrand Lagarde, einem Hausbesetzer. Ihnen wurde die Kehle durchgeschnitten, doch es fehlt das Blut. Jules muss derweil feststellen, dass es Luc Gautier während ihres Kampfes gelungen ist, ihn am Hals zu verletzen. Ohne dass er etwas dagegen tun kann, verwandelt er sich langsam in einen Vampir. Als er von den Morden erfährt, ist er überzeugt, der Schuldige zu sein, da er sich nicht an die Nächte erinnern kann und am Morgen Blut erbricht.
Bei seiner nächsten Reise ins Jenseits begibt sich Pascal ins Reich der Hausgeister, wo sich Marc aufhält. Er begegnet dem jungen Selbstmörder Ralph Buxter, der zu seinem Begleiter wird. Pascal wird jedoch von einem Hausgeist angegriffen, der Marc treu ist und kehrt schnell zurück.
Bei Recherchen über die wahre Natur des Dämons findet Dominique heraus, dass es sich um den dreifachen Kindesvergewaltiger und -mörder Marc Vicente handelt. Als er auf dem Friedhof von Montparnasse das Grab des Dämons aufsucht, wird er von Verger überrascht und von dessen Auto überfahren; er schwebt in Lebensgefahr.
Jules will, um weiteren Schaden zu verhindern, Selbstmord begehen. Dabei trifft er auf Beatrice, die sagt, dass sie ihn bei den Morden beobachtet hat. Da kommen Michelle und Mathieu dazu und finden heraus, dass in Wahrheit Beatrice die Morde begangen hat: Um lebendig zu erscheinen, musste sie menschliches Blut zu sich nehmen; darauf versuchte sie, ihre Taten Jules anzuhängen.
Inzwischen hat sich André Verger Zugang zum Palais Le Marais verschafft, wobei er Marguerite Betancourt als Geisel nimmt. Der Hexer kämpft gegen Daphne und den Wächter Marcel. Als Marguerite versucht, ihn zu stoppen, lässt er eine Glasscheibe über ihr zerbrechen, die sie tötet. Verger droht, zu siegen, doch da erscheint Beatrice und stürzt sich mit ihm aus dem Fenster.
Pascal unternimmt derweil seine dritte Reise, um Marc endgültig zu besiegen. Daphne hat herausgefunden, dass der Dämon das schlagende Herz eines Wanderers braucht, um in die Welt der Lebenden zurückzukehren. Wieder von Ralph begleitet, begibt Pascal sich auf den Spielplatz, an dem Marc sein letztes Opfer entführt hatte. Dort trifft er tatsächlich auf den Dämon; Marcel und Edouard unterstützen Pascal aus ihrer Welt. Ralph macht die Wächter der Selbstmörder auf sich aufmerksam und führt sie so zu Marc, den sie im letzten Moment erwischen.
Nach dem Abschluss der Mission versucht die Gemeinschaft, eine Lösung für Jules’ Vampir-Problem zu finden. Es stellt sich heraus, dass eine Bluttransfusion ihn retten könnte, wobei nur seine Urgroßmutter Lena Lambert als Spenderin in Frage kommt, die eine Wanderin war, aber nie mehr zurückkehrte. Pascal beschließt, sie zu suchen. Das Krankenhaus vermeldet unterdessen den Tod Dominiques durch Herzstillstand.

## Band 3: Totengesang

### Allgemein
Das Buch erschien 2009 in Spanien als Réquiem („Requiem“). Es wurde von Kristin Bleiel und Catalina Rojas Hauser ins Deutsche übersetzt und erschien 2012 im Loewe-Verlag.
Die deutsche Ausgabe umfasst 560 Seiten, eingeteilt in 46 Kapitel. Die Widmung lautet:

„Für Alberto Baeyens, einen anderen Träumer, der mich während dieses ganzen Prozesses begleitet hat – welcher nun mit Totengesang seinen Höhepunkt findet … und noch weit darüber hinaus reicht.“

Als Einleitung findet man ein Zitat aus Edgar Allan Poes Geister der Toten. Vor dem ersten Kapitel ist eine Buchstelle aus dem Mittelteil eingefügt.

### Handlung
Nach der Beerdigung ihres Freundes Dominique müssen die Eingeweihten der Dunklen Pforte feststellen, dass Jules, der mit dem Vampirvirus infiziert wurde, geflohen ist. Er hat die Hoffnung auf Rettung aufgegeben und will seine Freunde nicht in Gefahr bringen. Daraufhin bricht Pascal sofort zu einer erneuten Reise ins Totenreich auf, um Jules’ Urgroßmutter Lena Lambert zu finden. In der Zwischenzeit suchen Marcel, Daphne, Michelle, Mathieu und Edouard angestrengt nach Jules.
Pascal begegnet im Totenreich Dominique, der seinen Freund auf der Reise begleiten will. Die beiden müssen das Zwischenreich verlassen und im Kronosfelsen nach der Wanderin Lena suchen, die dort in den wechselnden Zeitepochen gefangen ist. In der Welt der Lebenden verliert Jules langsam die Kontrolle über sich und wird durch seinen Blutdurst zur Bedrohung. Seine Freunde spüren ihn auf, er entkommt ihnen jedoch wieder. Die Suche auf verschiedenen Friedhöfen bringt kein Ergebnis.
Die drei jungen Vampirjäger Justin, Suzanne und Bernard kommen Jules auf die Spur. Sie sehen es als ihre Aufgabe, Paris vor dem Vampir zu retten. Daphne findet das Versteck von Jules. Sie will durch eine magische Beschwörung seine Verwandlung verlangsamen, doch im mentalen Kampf gegen den Vampir unterliegt sie und stirbt an Erschöpfung. Marcel und Michelle machen sich auf die Suche nach der Wahrsagerin, als sie von Edouard vermisst wird, treffen dabei aber auf die Vampirjäger, die sie als Bedrohung erkennen.
Pascal und Dominique haben nach einem beschwerlichen Weg den Kronosfelsen erreicht und landen als Erstes im alten Rom, mitten unter Gladiatoren. Die beiden Jungen müssen in der Arena als Secutoren gegen einen Tiger antreten, den Pascal jedoch mit dem Schwert des Wanderers besiegen kann. Nachdem er auch zwei Retiarier besiegt hat, entdeckt er unter den Zuschauern Lena Lambert. Bevor die Jungen sie erreichen, flieht sie vor einer bösen Kreatur in die nächste Epoche und die beiden folgen ihr. Sie landen in New York City zur Zeit des Börsencrashs.
Die Vampirjäger verfolgen Marcel und Michelle, in der Hoffnung, dem Vampir auf die Spur zu kommen. Bernard bedroht Michelle, um Informationen zu bekommen, doch sie kann ihm entkommen. Bei der Verfolgung von Marcels Wagen, der mit der Hilfe von Edouard hofft, Daphne zu finden, stoßen Justin und Suzanne auf Jules. Dieser greift Justin an, ohne ihn aber zu beißen. Suzanne verteidigt sich, woraufhin Jules wieder die Flucht ergreift. Marcel und seine Begleiter vertreiben die Vampirjäger und finden kurz darauf die tote Daphne.
Pascal und Dominique sind Lena auf der Spur, die in New York als Eleanor Ramsfield bekannt ist, doch durch eine Unachtsamkeit landen sie plötzlich in einer anderen Zeit. Wie sie bald feststellen, handelt es sich um Hiroshima am Tag des Atombombenabwurfs. Im letzten Augenblick gelingt es ihnen, die Zeit zu verlassen und wieder nach New York 1929 zurückzukehren.
Um Jules endlich einzufangen, fährt Marcel mit Michelle in einem speziell ausgestatteten Wagen in der Nacht zum Friedhof Père-Lachaise, wo sich das Grab von Jules’ „Vampirvater“ Luc Gautier befindet. Die Vampirjäger haben sich dort ebenfalls auf die Lauer gelegt. Tatsächlich erscheint Jules und Marcel kann ihn ins Auto locken und dort einsperren. Die Vampirjäger greifen ein und wollen den Vampir töten. Als sich Suzanne aber gegen Justin wendet, wird sie von ihm erschossen; Bernard gerät in den Bann des Vampirs und wird von diesem ausgeschaltet. Marcel und Michelle können schließlich auch Justin in die Flucht schlagen.
Pascal und Dominique treffen auf Lena Lambert alias Eleanor Ramsfield und erzählen ihr vom Schicksal ihres Nachfahren. Sie überlässt Pascal ein paar Tropfen ihres Blutes, das Jules’ einzige Rettung ist, und begleitet die Jungen aus dem Kronosfelsen hinaus, da sie beschlossen hat, dass sie endlich sterben will. Die drei machen sich auf den Weg, verirren sich aber und stoßen schließlich auf einen „Leuchtturm“, der vom Turmwächter Ronald bewohnt wird. Dieser weist ihnen den Weg; Lena bleibt allerdings im Turm zurück, da ihr Alterungsprozess bereits zu weit fortgeschritten ist.
Justin begegnet Bernard, der sich wieder erholt hat, und erschießt ihn, da er fliehen will. Dann verfolgt er den Wagen von Marcel und verursacht einen Zusammenstoß. Im folgenden Schusswechsel stirbt er. Marcel und Michelle bringen Jules wohlbehalten ins Palais Le Marais. Als Pascal zurückkommt, injizieren sie dem Vampir Lenas Blut, doch es ist bereits zu spät; Jules stirbt, lediglich seine Seele kann gerettet werden. Da ihn Dominique und Daphne im Totenreich darum gebeten haben, beschließt Pascal am Ende, die Dunkle Pforte nicht mehr zu benutzen, woraufhin sie versiegelt wird.

## Figuren

### Protagonisten

#### Reich der Lebenden
- Pascal Rivas: Er ist der fünfzehnjährige Protagonist der Buchserie. Er ist in Spanien geboren; seine Eltern zogen mit ihm nach Paris, als er fünf Jahre alt war. Er hat graue Augen und braune Haare. Pascal ist in die ältere Michelle Tauzin verliebt.
- Michelle Tauzin: Sie ist Gothic-Anhängerin, trägt stets schwarze Kleidung und hat langes, glattes blondes Haar. Sie lebt in einem Internat, da sie aus einem Dorf außerhalb von Paris stammt. Sie ist sechzehn Jahre alt.
- Dominique Herault: Er kann aufgrund einer schweren Krankheit seit seinem dritten Lebensjahr nicht laufen, weshalb er im Rollstuhl sitzt. Er ist in der Informatik bewandert. Er ist fünfzehn Jahre alt.
- Jules Marceaux: Er ist sechzehn Jahre alt, geht mit Michelle in dieselbe Klasse und ist wie sie Gothic-Anhänger. Seine Urgroßmutter Lena Lambert war eine Wanderin, weshalb sich die Dunkle Pforte im Besitz der Familie Marceaux befindet.
- Mathieu: Er ist fünfzehn Jahre alt, geht mit Pascal und Dominique in dieselbe Klasse und ist schwul. Er interessiert sich sehr für Geschichte.
- Daphne: Sie ist eine Wahrsagerin aus Paris und Teil der Gemeinschaft Lebender Seher.
- Edouard: Er ist der Lehrling der Wahrsagerin Daphne und hat die besondere Fähigkeit, Geister zu spüren und zu sehen. Er ist schwul.
- Marcel Laville: Er ist Gerichtsmediziner und befreundet mit Kommissarin Betancourt. Er ist der Direktor des Institute Anatomique Forense und im Geheimen der Wächter der Dunklen Pforte.
- Marguerite Betancourt: Sie ist Kommissarin bei der Pariser Kriminalpolizei und ist mit dem Gerichtsmediziner Marcel Laville befreundet. Sie ist übergewichtig, bei Kollegen und Vorgesetzten relativ unbeliebt und glaubt nicht an übernatürliche Erscheinungen.
- Agatha La Serena: Sie ist eine Wahrsagerin und einer der Köpfe des Europäischen Dreiecks. Sie lebt in London und wird dort von Marc Vicent getötet.
- Dionisio Guillén: Er ist ein Wahrsager und einer der Köpfe des Europäischen Dreiecks. Er lebt in Madrid und wird dort von Marc Vicent getötet.
- Francesco Girardelli: Er ist ein Wahrsager und einer der Köpfe des Europäischen Dreiecks. Er lebt in Rom und wird dort von Marc Vicent getötet.
- Henri Delaveau: Er ist Lehrer am Marie-Curie-Gymnasium und das zweite Opfer von Luc Gautier nach dessen Rückkehr in die Welt der Lebenden. Er wird ebenfalls zum Vampir und dient Gautier, doch weil er die Dunkle Pforte nicht finden kann, bestraft ihn sein Herr.
- Melanie und Raoul: Die beiden Schüler des Marie-Curie-Gymnasiums waren Gäste auf Jules Marceaux’ Halloween-Party und werden auf dem Heimweg Opfer von Luc Gautier.
- Sophie Renard: Sie ist Putzfrau im Marie-Curie-Gymnasium und wird dort von einem Auftragsmörder André Vergers getötet.

#### Reich der Toten
- Beatrice: Sie starb im Alter von siebzehn Jahren bei der Rückkehr von einem Auslandsaufenthalt, als ihr Flugzeug bei der Landung in Flammen aufging. Da sie in keinem Grab beigesetzt werden konnte, hält sie sich als umherirrende Seele im Zwischenreich auf.
- Lena Lambert: Sie war die Wanderin, die die Dunkle Pforte 1908 benutzte. Dabei verirrte sie sich und betrat den Kronosfelsen, wo sie gefangen blieb. Daher reiste sie durch die Zeitepochen und passte sich dort an ihre Umgebung an.
- Constantin De Polignac: Der Graf lebt in einer Kathedrale im Zwischenreich und gibt Pascal wichtige Informationen.
- Capitaine Armand Runné: Er wurde 1857 geboren und ist im Krieg 1899 gefallen; er befindet sich im Zwischenreich. Er ist der erste, der Pascal dort begegnet.
- Charles Lafayette: Er starb im Alter von ungefähr 24 Jahren und ist einer der ältesten Insassen des Friedhofs von Montparnasse im Zwischenreich.
- Alexander: Er ist eine umherirrende Seele und führt den Wanderer für kurze Zeit.
- Ronald: Der alte Mann bewacht, während er auf den Ruf des Guten wartet, einen der Leuchttürme, die Verirrten im Reich des Bösen helfen sollen.

### Antagonisten
- Luc Gautier: Er war ein Vergewaltiger und Mörder und starb im Gefängnis. Bei Pascals erster Reise ins Totenreich kehrt er als Vampir in die Welt der Lebenden zurück und schlüpft in die Rolle des Lehrers Alfred Varney.
- Marc Vicent: Er starb im Alter von 52 Jahren im Gefängnis. Er hatte drei Kinder entführt, vergewaltigt und ermordet. Als er in die Hölle geschafft werden soll, nimmt er die Gestalt eines Opfers an, um das Mitleid von Michelle zu erwecken. Er wird von den Wächtern der Selbstmörder unschädlich gemacht.
- André Verger: Er war einst ein Mitglied der Vereinigung Lebender Seher, wurde aber wegen seiner Skrupellosigkeit ausgeschlossen. Er ist Hexer und Totenbeschwörer, aber auch Vorsitzender einer großen Immobilienholding. Er tritt in den Dienst von Marc Vicent und wird schließlich von Beatrice getötet.
- Pierre Cotin: Er ist ein Krimineller, der für André Verger arbeitet, dabei aber von Marcel Laville aus dem Weg geschafft wird.
- Daniel Lebowitz (im ersten Band: Lebobitz): Er versteckte nach dem Selbstmord seiner Mutter Melissa deren Abschiedsbrief, was dazu führte, dass sein Vater des Mordes angeklagt wurde und unschuldig ins Gefängnis kam. Melissa überträgt die Angelegenheit als Geist Pascal, der den Abschiedsbrief findet, woraufhin Daniel Selbstmord begeht.
- Die Vampirjäger: Die drei jungen Leute haben sich auf übernatürliche Ereignisse spezialisiert und wollen Paris vor Bedrohungen durch Vampire schützen. Ihr Anführer ist Justin, die anderen sind seine Freundin Suzanne und der ehemalige Bodyguard Bernard. Bernard ist etwas schwer von Begriff. Suzanne teilt den Fanatismus von Justin nicht und wendet sich daher am Ende gegen ihn, woraufhin er sie erschießt. Ebenso tötet er Bernard; schließlich stirbt Justin durch eine Kugel von Michelle.

## Rezeption
Die Buchserie war in Spanien (fast 80.000 verkaufte Exemplare) und Lateinamerika sehr erfolgreich. Bisher liegen Übersetzungen ins Deutsche und ins Italienische vor.

### Kritiken
„Mit dem Auftakt der Fantasyreihe ‚Puerta Oscura‘ hat David Lozano Garbala in Spanien bereits großes Aufsehen erregt. Der Anwalt aus Zaragoza trifft mit seiner Mischung aus Urban-Fantasy, Horrorgeschichte und Kriminalroman den Nerv einer breiten Leserschaft. Wenn auch nicht gerade durch einen wortgewaltigen Schreibstil so zeichnet sich ‚Puerta Oscura‘ doch zumindest durch einen temporeichen Erzählaufbau aus. Dafür sorgen viele überraschende Szenenwechseln zwischen den Welten der Lebenden und Schattenwesen, als auch zwischen den Epochen. Wer seit Twilight keine Lust mehr auf Vampirverschnitte mit Milchbart hat, darf sich übrigens freuen: Wie es sich gehört ist Pascals Gegenspieler ein gelbäugiges Scheusal, das kein Spiegelbild wirft, sich tagsüber auf dem Friedhof zur Ruhe bettet und nach dem Blut der Menschen gleichermaßen dürstet, wie es das Weihwasser verabscheut. – Buenas noches vampiro!“

„[Das Buch] hat viele Vorzüge, aber ebenso viele Mängel. Neben einer originellen, wie kreativen, aber sehr dunklen Geschichte mit vielen tollen Figuren, versagt oftmals die Übersetzung und behindert den Erzählfluss. Auch sind manche Sequenzen eindeutig zu blutrünstig und widerlich für ein Jugendbuch geraten.“

„Das Buch überrascht. Vampir-Romane gibt es schon so viele. Doch dieses ist anders. Auch wenn hier ebenfalls das Gute und das Böse gegeneinander kämpfen. […] Natürlich lebt auch diese Buch von Klischees, die man auch erwartet. Sie sind aber toll umgesetzt. Weiterhin sind die Charaktere sehr authentisch beschrieben. Und mancher ist hier für eine Überraschung gut. Die Rolle eines Akteurs ist nicht immer auf den ersten Blick ersichtlich. Dazu kommt, dass die Geschichte in verschiedenen Welten, ja sogar mehreren Zeitepochen spielt. Dabei sind es die flotten Szenewechsel [sic!], die für ordentlich Tempo sorgen. […] Der Autor hat sich also viel einfallen lassen, damit über die 600 Seiten hinweg keine Langeweile aufkommt. Und trotzdem ist es ihm gelungen dem Leser noch Raum für die eigene Fantasie zu lassen.“

## Verfilmung
Am 28. September 2010 wurde angekündigt, dass der Produzent Andrés Vicente Gomez von Lolafilms zusammen mit der französischen Produktionsfirma Cinema Art die Filmrechte für alle drei Bände der Serie erworben hat. Die Dreharbeiten für den ersten Teil sollen 2012 beginnen, Regisseur oder Drehbuchschreiber sind jedoch noch nicht bekannt. Der Film soll in englischer Sprache gedreht werden. Es ist ein Budget von 12 Millionen Euro vorgesehen und der Autor hat sich bereit erklärt, am Drehbuch mitzuwirken.

„A mí lo que me ha convencido es que el proyecto es hacer tres películas, no condensar la trilogía en una. De no ser así, no hubiera aceptado. A todos los escritores nos hace mucha ilusión ver nuestras historias en imágenes, pero también da mucho miedo todo lo que se va a tener que quedar fuera.“

„Was mich überzeugt hat, war, dass das Projekt vorsieht, drei Filme zu machen und die Trilogie nicht zu einem zu komprimieren. Andernfalls hätte ich nicht angenommen. Uns Schriftsteller begeistert es alle, unsere Geschichten in Bildern zu sehen, doch haben wir auch Angst davor, Teile wegzulassen.“

## Trivia
2011 äußerte sich der Autor in einem Blogbeitrag zu homosexuellen und beeinträchtigten Figuren in der Kinder- und Jugendliteratur. Dabei wirft er unter anderem Joanne K. Rowling vor, in den Harry-Potter-Büchern den Unterschieden der Menschen in ihrer Auswahl der Hauptfiguren nicht gerecht zu werden. Da Lozano Garbala es für nötig hielt, die Realität abzubilden, kommen in der Serie ein Rollstuhlfahrer und zwei Homosexuelle unter den Hauptfiguren vor. Der Verlag habe allerdings keine Vorbehalte dagegen gehabt und den Autor sogar ermutigt, ausführlicher darauf einzugehen.

## Bezüge zu Mythologie, Geschichte und Literatur
In der Buchserie finden sich einige Bezüge zu Mythologie, Geschichte und Literatur: Im Zwischenreich bewacht der Hund Zerberus den Eingang zur Unterwelt, während der Fährmann Charon die Toten über die Estigia-Lagune bringt. Der Aufbau der Hölle in Kreisen ähnelt dem von Dante Alighieri in seinem Werk Die Göttliche Komödie beschriebenen; in beiden Fällen befindet sich im Zentrum der Hölle das absolute Böse. Die Rituale in Verbindung mit der Tötung eines Vampirs und die Eigenschaften des Vampirs sind Mythen und der Horrorliteratur nachempfunden. Auch die Ghule stammen aus der Mythologie. Es gibt einen historischen Hinweis auf Jack the Ripper; weitere historische Elemente finden sich vor allem während der Reise durch den Kronosfelsen: Es kommen die Pestepidemie (Jahr 1536), die Heilige Inquisition, die Gladiatorenkämpfe im Alten Rom, der Börsencrash 1929 und der Atombombenabwurf auf Hiroshima vor.